# Antonio Camacho García
Antonio Camacho García (Mengíbar, Jaén, 26 de septiembre de 1926 - Granada, 25 de diciembre de 2017) fue el primer alcalde de Granada durante la actual etapa democrática española. 

## Trayectoria
En 1949 ingreso como auxiliar administrativo, y el momento de ser nombrado alcalde, desempeñaba el cargo de subdirector de la Caja de Ahorros de Granada, cuando tomó posesión de su cargo el Partido Andalucista y el Partido Socialista Obrero Español - PSOE -  (del que era miembro) intercambiaron las alcaldías de Granada y Sevilla tras obtener menos votos que sus rivales en ambas ciudades. 
Tomó posesión del cargo el 19 de abril de 1979, tras seis meses de gestión municipal, en el mes de octubre, dimitió por motivos personales, y pese a que Juan Tapia Sánchez fue el siguiente alcalde (por imperativo legal al ser el siguiente en la lista) este también renunció durante la sesión de investidura. El nuevo alcalde sería el socialista Antonio Jara Andréu, quien regiría el ayuntamiento por doce años consecutivos.